# Copa de las Naciones de la OFC 2024
La Copa de las Naciones de la OFC 2024 fue la undécima edición del máximo torneo de fútbol a nivel selecciones de Oceanía. Se disputó en Fiyi y Vanuatu del 15 al 30 de junio de 2024.
Participaron ocho selecciones divididas en dos grupos de cuatro equipos cada uno, en los cuales los dos primeros avanzaron a las semifinales y los ganadores a la final. Nueva Zelanda se consagró campeón de manera invicta, sin recibir tantos y sin mayores complicaciones, al vencer 3-0 a Vanuatu en la final, obteniendo así su sexto título.

## Ronda preliminar
Esta ronda se jugó entre las tres asociaciones miembro con el ranking más bajo (según el ranking masculino de la FIFA de noviembre de 2023). La selección de Samoa Estadounidense no ingresó a la etapa de clasificación. Tuvalu y Kiribati no eran miembros de pleno derecho de la OFC y, por lo tanto, quedaron excluidos de participar.
Los partidos se llevaron a cabo del 20 al 26 de marzo del 2024 en Tonga. El ganador de la ronda, Samoa, clasificó al torneo final.
- Los horarios corresponden a la hora oficial de Tonga (UTC+13).

| Pos. | Equipo     | Pts. | PJ | G | E | P | GF | GC | Dif. | Clasificación |
| ---- | ---------- | ---- | -- | - | - | - | -- | -- | ---- | ------------- |
| 1    | Samoa      | 6    | 2  | 2 | 0 | 0 | 5  | 1  | +4   | Clasificado   |
| 2    | Islas Cook | 3    | 2  | 1 | 0 | 1 | 1  | 1  | 0    |               |
| 3    | Tonga (H)  | 0    | 2  | 0 | 0 | 2 | 1  | 5  | −4   |               |

 Fuente: OFC
| 20 de marzo de 2024 | Tonga      | 1:4 (0:2) | Samoa                                                 | Teufaiva Sport Stadium, Nukuʻalofa                    |                                                       |
| 14:00               | Kite 90+5' | Reporte   | - Tumua 11' (pen.) - Viliamu 45+1', 60' - Stowers 89' | Asistencia: 500 espectadores Árbitro(s): Luke Gardner | Asistencia: 500 espectadores Árbitro(s): Luke Gardner |

| 23 de marzo de 2024 | Samoa       | 1:0 (0:0) | Islas Cook | Teufaiva Sport Stadium, Nukuʻalofa                 |                                                    |
| 11:00               | Taualai 88' | Reporte   |            | Asistencia: 300 espectadores Árbitro(s): Pari Oito | Asistencia: 300 espectadores Árbitro(s): Pari Oito |

| 26 de marzo de 2024 | Islas Cook  | 1:0 (1:0) | Tonga | Teufaiva Sport Stadium, Nukuʻalofa                       |                                                          |
| 14:00               | Saghabi 38' | Reporte   |       | Asistencia: 500 espectadores Árbitro(s): Laurie Fairamoa | Asistencia: 500 espectadores Árbitro(s): Laurie Fairamoa |

## Organización

### Árbitros
Un total de 7 árbitros y 9 asistentes fueron confirmados por la OFC para el torneo.
| Árbitros oficiales - Veer Singh - Calvin Berg - Campbell-Kirk Kawana-Waugh - David Yareboinen - Ben Aukwai - Shama Maemae - Teremoana Roihau | Árbitros asistentes - Avinesh Narayan - Mark Rule - Isaac Trevis - Malaetala Salanoa - Bernard Mutukera - Jeffery Solodia - Folio Moeaki - Lata Kaumatule - Jeremy Garae |

## Equipos participantes
Participaron 7 equipos nacionales.
Nueva Caledonia se retiró del torneo el 5 de junio de 2024 debido a protestas en dicho territorio.
| Equipos participantes | Equipos participantes | Equipos participantes | Equipos participantes |
| --------------------- | --------------------- | --------------------- | --------------------- |
| Fiyi                  | Nueva Caledonia       | Papúa Nueva Guinea    | Tahití                |
| Islas Salomón         | Nueva Zelanda         | Samoa                 | Vanuatu               |

### Sorteo
El sorteo se llevó a cabo el 24 de enero de 2024 en la sede de la OFC en Auckland, Nueva Zelanda.
Los equipos fueron divididos en dos grupos de cuatro cada uno, con los tres bombos iniciales determinados de acuerdo a clasificación final de la edición de 2016.
| Bombo 1                          | Bombo 2                                   | Bombo 3                       |
| -------------------------------- | ----------------------------------------- | ----------------------------- |
| Nueva Zelanda Papúa Nueva Guinea | Nueva Caledonia Islas Salomón Tahití Fiyi | Vanuatu Ganador clasificación |

## Sedes
| Suva              |                    |           |
| Fiyi              | Vanuatu            | Port Vila |
| Suva              | Port Vila          | Port Vila |
| HFC Bank Stadium  | Freshwater Stadium | Port Vila |
| Capacidad: 10 000 | Capacidad: 6500    | Port Vila |
|                   |                    | Port Vila |

## Resultados

### Fase de grupos
- Los horarios del Grupo A y de la Fase final corresponden a la hora oficial de Vanuatu (UTC+11).
- Los horarios del Grupo B corresponden a la hora oficial de Fiyi (UTC+12).[6]

#### Grupo A
| Pos. | Equipo          | Pts. | PJ | G | E | P | GF | GC | Dif. | Clasificación |
| ---- | --------------- | ---- | -- | - | - | - | -- | -- | ---- | ------------- |
| 1    | Nueva Zelanda   | 6    | 2  | 2 | 0 | 0 | 7  | 0  | +7   | Semifinales   |
| 2    | Vanuatu (H)     | 3    | 2  | 1 | 0 | 1 | 1  | 4  | −3   | Semifinales   |
| 3    | Islas Salomón   | 0    | 2  | 0 | 0 | 2 | 0  | 4  | −4   |               |
| 4    | Nueva Caledonia | 0    | 0  | 0 | 0 | 0 | 0  | 0  | 0    | Retirada      |

 Fuente: OFC
| Cancelado | Nueva Zelanda | - | Nueva Caledonia | Freshwater Stadium, Port Vila |  |

| 15 de junio de 2024 | Islas Salomón | 0:1 (0:0) | Vanuatu    | Freshwater Stadium, Port Vila                        |                                                      |
| 15:00 (UTC+11)      |               | Reporte   | Tangis 72' | Asistencia: 5000 espectadores Árbitro(s): Veer Singh | Asistencia: 5000 espectadores Árbitro(s): Veer Singh |

| 18 de junio de 2024 | Nueva Zelanda                       | 3:0 (3:0) | Islas Salomón | Freshwater Stadium, Port Vila                              |                                                            |
| 15:00 (UTC+11)      | - Waine 6', 11' - Barbarouses 45+4' | Reporte   |               | Asistencia: 3000 espectadores Árbitro(s): David Yareboinen | Asistencia: 3000 espectadores Árbitro(s): David Yareboinen |

| Cancelado | Vanuatu | - | Nueva Caledonia | Freshwater Stadium, Port Vila |  |

| Cancelado | Nueva Caledonia | - | Islas Salomón | Freshwater Stadium, Port Vila |  |

| 21 de junio de 2024 | Vanuatu | 0:4 (0:2) | Nueva Zelanda                                        | Freshwater Stadium, Port Vila                        |                                                      |
| 15:00 (UTC+11)      |         | Reporte   | - Mata 10' - Kaltack 26' (a.g.) - Just 63' - Old 78' | Asistencia: 7200 espectadores Árbitro(s): Veer Singh | Asistencia: 7200 espectadores Árbitro(s): Veer Singh |

#### Grupo B
| Pos. | Equipo             | Pts. | PJ | G | E | P | GF | GC | Dif. | Clasificación |
| ---- | ------------------ | ---- | -- | - | - | - | -- | -- | ---- | ------------- |
| 1    | Fiyi (H)           | 9    | 3  | 3 | 0 | 0 | 15 | 2  | +13  | Semifinales   |
| 2    | Tahití             | 4    | 3  | 1 | 1 | 1 | 3  | 2  | +1   | Semifinales   |
| 3    | Papúa Nueva Guinea | 4    | 3  | 1 | 1 | 1 | 4  | 7  | −3   |               |
| 4    | Samoa              | 0    | 3  | 0 | 0 | 3 | 2  | 13 | −11  |               |

 Fuente: OFC
| 16 de junio de 2024 | Tahití                      | 2:0 (2:0) | Samoa | HFC Bank Stadium, Suva                              |                                                     |
| 13:00 (UTC+12)      | - Degrumelle 4' - Tehau 28' | Reporte   |       | Asistencia: 500 espectadores Árbitro(s): Ben Aukwai | Asistencia: 500 espectadores Árbitro(s): Ben Aukwai |

| 16 de junio de 2024 | Papúa Nueva Guinea | 1:5 (0:2) | Fiyi                                                          | HFC Bank Stadium, Suva                                |                                                       |
| 16:00 (UTC+12)      | Semmy 88'          | Reporte   | - Begg 2' - Dunn 43', 52' - Komolong 55' (a.g.) - Krishna 64' | Asistencia: 1700 espectadores Árbitro(s): Calvin Berg | Asistencia: 1700 espectadores Árbitro(s): Calvin Berg |

| 19 de junio de 2024 | Papúa Nueva Guinea | 1:1 (0:0) | Tahití         | HFC Bank Stadium, Suva                                              |                                                                     |
| 16:00 (UTC+12)      | Paul 24'           | Reporte   | Degrumelle 15' | Asistencia: 500 espectadores Árbitro(s): Campbell-Kirk Kawana-Waugh | Asistencia: 500 espectadores Árbitro(s): Campbell-Kirk Kawana-Waugh |

| 19 de junio de 2024 | Samoa         | 1:9 (0:3) | Fiyi | HFC Bank Stadium, Suva                                |                                                       |
| 19:00 (UTC+12)      | Salisbury 47' | Reporte   | - Hughes 3', 61' - Dunn 38' - Krishna 45+3' (pen.), 54' (pen.) - Baravilala 64' - Begg 67' - Dogalau 83', 89' | Asistencia: 1300 espectadores Árbitro(s): Calvin Berg | Asistencia: 1300 espectadores Árbitro(s): Calvin Berg |

| 22 de junio de 2024 | Samoa       | 1:2 (0:1) | Papúa Nueva Guinea     | HFC Bank Stadium, Suva                              |                                                     |
| 16:00 (UTC+12)      | Trainor 67' | Reporte   | - Semmy 28' - Kepo 46' | Asistencia: 500 espectadores Árbitro(s): Ben Aukwai | Asistencia: 500 espectadores Árbitro(s): Ben Aukwai |

| 22 de junio de 2024 | Fiyi               | 1:0 (1:0) | Tahití | HFC Bank Stadium, Suva                                               |                                                                      |
| 19:00 (UTC+12)      | Krishna 26' (pen.) | Reporte   |        | Asistencia: 1500 espectadores Árbitro(s): Campbell-Kirk Kawana-Waugh | Asistencia: 1500 espectadores Árbitro(s): Campbell-Kirk Kawana-Waugh |

### Fase final
|  | Semifinales   | Semifinales |               |   | Final | Final |
|  |               |             |               |   |       |       |
|  |               |             |               |   |       |       |
|  |               |             |               |   |       |       |
|  | Nueva Zelanda | 5           |               |   |       |       |
|  | Nueva Zelanda | 5           |               |   |       |       |
|  | Tahití        | 0           |               |   |       |       |
|  | Tahití        | 0           | Nueva Zelanda | 3 |       |       |
|  |               |             | Nueva Zelanda | 3 |       |       |
|  |               | Vanuatu     | 0             |   |       |       |
|  | Fiyi          | Vanuatu     | 0             | 1 |       |       |
|  | Fiyi          |             |               | 1 |       |       |
|  | Vanuatu       | 2           |               |   |       |       |
|  | Vanuatu       | 2           | Tercer lugar  |   |       |       |
|  |               |             |               |   |       |       |
|  |               |             |               |   |       |       |
|  |               |             |               |   |       |       |
|  | Tahití        | 2           |               |   |       |       |
|  | Tahití        | 2           |               |   |       |       |
|  | Fiyi          | 1           |               |   |       |       |

#### Semifinales
| 27 de junio de 2024 | Nueva Zelanda                                         | 5:0 (3:0) | Tahití | Freshwater Stadium, Port Vila                        |                                                      |
| 11:00 (UTC+11)      | - Surman 7' - Waine 45', 53' - Barbarouses 45+3', 72' | Reporte   |        | Asistencia: 2000 espectadores Árbitro(s): Veer Singh | Asistencia: 2000 espectadores Árbitro(s): Veer Singh |

| 27 de junio de 2024                                                                | Fiyi          | 1:2 (0:1) | Vanuatu                       | Freshwater Stadium, Port Vila                                        |                                                                      |
| 15:00 (UTC+11)                                                                     | Cavuilagi 46' | Reporte   | - Spokeyjack 11' - Thomas 57' | Asistencia: 5200 espectadores Árbitro(s): Campbell-Kirk Kawana-Waugh | Asistencia: 5200 espectadores Árbitro(s): Campbell-Kirk Kawana-Waugh |
| Primera clasificación de Vanuatu a la final de una Copa de las Naciones de la OFC. |               |           |                               |                                                                      |                                                                      |

#### Tercer puesto
| 30 de junio de 2024 | Tahití         | 2:1 (0:0) | Fiyi        | Freshwater Stadium, Port Vila                                        |                                                                      |
| 11:00 (UTC+11)      | Tehau 72', 83' | Reporte   | Krishna 58' | Asistencia: 3000 espectadores Árbitro(s): Campbell-Kirk Kawana-Waugh | Asistencia: 3000 espectadores Árbitro(s): Campbell-Kirk Kawana-Waugh |

#### Final
| 30 de junio de 2024 | Nueva Zelanda                            | 3:0 (1:0) | Vanuatu | Freshwater Stadium, Port Vila                          |                                                        |
| 15:00 (UTC+11)      | - Howieson 2' - Randall 83' - Mata 90+1' | Reporte   |         | Asistencia: 10 000 espectadores Árbitro(s): Ben Aukwai | Asistencia: 10 000 espectadores Árbitro(s): Ben Aukwai |

|                                  |
| Bandera de Nueva Zelanda         |
| Campeón Nueva Zelanda 6.º título |

## Estadísticas

### Clasificación general
| Equipo | Equipo             | Pts | PJ | PG | PE | PP | GF | GC | Dif | Rend   |
| ------ | ------------------ | --- | -- | -- | -- | -- | -- | -- | --- | ------ |
| 1      | Nueva Zelanda      | 12  | 4  | 4  | 0  | 0  | 15 | 0  | 15  | 100,0% |
| 2      | Vanuatu            | 6   | 4  | 2  | 0  | 2  | 3  | 8  | −5  | 50,0%  |
| 3      | Tahití             | 7   | 5  | 2  | 1  | 2  | 5  | 8  | −3  | 46,67% |
| 4      | Fiyi               | 9   | 5  | 3  | 0  | 2  | 17 | 6  | 11  | 60,0%  |
| 5      | Papúa Nueva Guinea | 4   | 3  | 1  | 1  | 1  | 4  | 7  | −3  | 44,44% |
| 6      | Islas Salomón      | 0   | 2  | 0  | 0  | 2  | 0  | 4  | −4  | 0,0%   |
| 7      | Samoa              | 0   | 3  | 0  | 0  | 3  | 2  | 13 | −11 | 0,0%   |

### Goleadores
| Jugador              | Selección          | Goles |
| -------------------- | ------------------ | ----- |
| Roy Krishna          | Fiyi               | 5     |
| Ben Waine            | Nueva Zelanda      | 4     |
| Kosta Barbarouses    | Nueva Zelanda      | 3     |
| Teaonui Tehau        | Tahití             | 3     |
| Thomas Dunn          | Fiyi               | 3     |
| Etonia Dogalau       | Fiyi               | 2     |
| Matéo Degrumelle     | Tahití             | 2     |
| Max Mata             | Nueva Zelanda      | 2     |
| Nabil Begg           | Fiyi               | 2     |
| Setareki Hughes      | Fiyi               | 2     |
| Tommy Semmy          | Papúa Nueva Guinea | 2     |
| Ati Kepo             | Papúa Nueva Guinea | 1     |
| Ben Old              | Nueva Zelanda      | 1     |
| Cameron Howieson     | Nueva Zelanda      | 1     |
| Elijah Just          | Nueva Zelanda      | 1     |
| Filipe Baravilala    | Fiyi               | 1     |
| Finn Surman          | Nueva Zelanda      | 1     |
| Jason Thomas         | Vanuatu            | 1     |
| Jesse Randall        | Nueva Zelanda      | 1     |
| Johnathan Spokeyjack | Vanuatu            | 1     |
| Kensi Tangis         | Vanuatu            | 1     |
| Luke Salisbury       | Samoa              | 1     |
| Pala Paul            | Papúa Nueva Guinea | 1     |
| Pharrell Trainor     | Samoa              | 1     |
| Sitiveni Cavuilagi   | Fiyi               | 1     |

### Autogoles
| Jugador        | Selección          | Rival               | Anotado · Autogol |
| -------------- | ------------------ | ------------------- | ----------------- |
| Alwin Komolong | Papúa Nueva Guinea | (vs. Fiyi)          | 1                 |
| Brian Kaltack  | Vanuatu            | (vs. Nueva Zelanda) | 1                 |

## Premios y reconocimientos

### Jugador del partido
| Fase de grupos - 1.ª jornada | Fase de grupos - 1.ª jornada | Fase de grupos - 2.ª jornada | Fase de grupos - 2.ª jornada | Fase de grupos - 3.ª jornada | Fase de grupos - 3.ª jornada | Fase de eliminación | Fase de eliminación |
| Jugador                      | Partido                      | Jugador                      | Partido                      | Jugador                      | Partido                      | Jugador             | Partido             |
| ---------------------------- | ---------------------------- | ---------------------------- | ---------------------------- | ---------------------------- | ---------------------------- | ------------------- | ------------------- |
| Brian Kaltack                | 0:1                          | Alex Rufer                   | 3:0                          | Elijah Just                  | 0:4                          | Liberato Cacace     | 5:0                 |
| Teaonui Tehau                | 2:0                          | Ati Kepo                     | 1:1                          | Alwin Komolong               | 1:2                          | Jonathan Spokeyjack | 1:2                 |
| Thomas Dunn                  | 1:5                          | Setareki Hughes              | 1:9                          | Pothin Poma                  | 1:0                          | Teaonui Tehau       | 2:1                 |
|                              |                              |                              |                              |                              |                              | Liberato Cacace     | 3:0                 |

### Balón de oro
Entregado al mejor jugador de la competición.
| Jugador         | Selección     |
| --------------- | ------------- |
| Liberato Cacace | Nueva Zelanda |

### Bota de oro
Entregado al máximo goleador de la competición.
| Jugador     | Selección |
| ----------- | --------- |
| Roy Krishna | Fiyi      |

### Guante de oro
Entregado al mejor arquero de la competición.
| Jugador      | Selección     |
| ------------ | ------------- |
| Max Crocombe | Nueva Zelanda |

### Premio Fair Play
Entregado a aquella selección con el juego más limpio de la competición.
| Selección     |
| ------------- |
| Nueva Zelanda |